# Sclerobanding

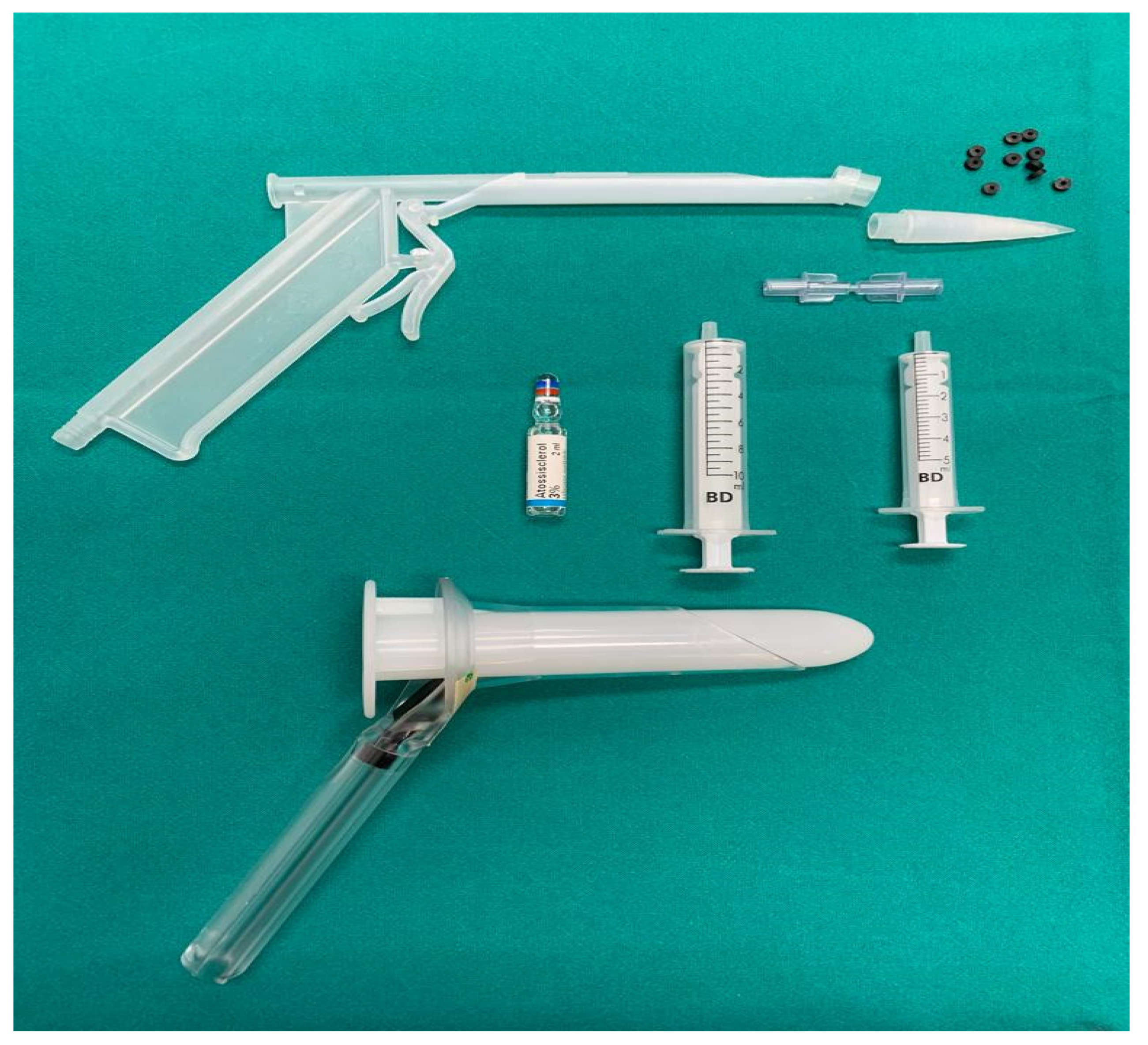
Sclerobanding armamentarium

Lo ScleroBanding è una tecnica chirurgica ambulatoriale combinata utile per la cura della malattia emorroidaria. Essa combina due procedure che solitamente in passato venivano utilizzate singolarmente: la legatura elastica e la scleroterapia. In ordine cronologico viene prima applicata la legatura e successivamente, all’interno della stessa legatura, viene iniettata la schiuma (mousse) sclerosante. 
Lo sclerobanding è stato descritto, per la prima volta, dal dott. Salvatore Bracchitta nel 2020, che ha poi realizzato il primo studio di fattibilità e sicurezza della metodica su 91 pazienti pubblicato nel 2021. 
La legatura elastica, se utilizzata come unica tecnica, ha la funzione di incamerare all’interno dell’elastico il tessuto muco-emorroidario con all’interno i propri vasi sanguigni (arteria e vena emorroidaria) creando un effetto “lifting”, ma, alla caduta dell’elastico, espone ad una possibile emorragia tardiva post-operatoria talora anche grave. L’infiltrazione della mousse sclerosante di polidocanolo al 3%, come unica metodica, crea una sclero-demolizione del tessuto emorroidario in modo non standardizzabile potendo danneggiare tessuti sensibili soprattutto sulla parete anteriore.
Lo ScleroBanding si propone, grazie all’effetto sinergico di entrambe le tecniche unite in un unico gesto chirurgico, di ridurre le complicanze di entrambe le tecniche se utilizzate singolarmente. Infatti, iniettando la mousse esclusivamente all’interno del nodulo già legato se ne limita l’effetto sclerosante non controllato, a sua volta il possibile sanguinamento tardivo dovuto alla caduta dell’anello elastico viene ampiamente controllato dall’effetto sclerosante della mousse.
Articoli scientifici:
Sclerobanding in the treatment of second and third degree hemorrhoidal disease in high risk patients on antiplatelet/anticoagulant therapy without suspension: a pilot study.
Sclerobanding Is a Novel Technique for the Treatment of Second- and Third-Degree Hemorrhoidal Disease. Reply to Jongen et al. Comment on "Pata et al. Sclerobanding (Combined Rubber Band Ligation with 3% Polidocanol Foam Sclerotherapy) for the Treatment of Second- and Third-Degree Hemorrhoidal Disease: Feasibility and Short-Term Outcomes. J. Clin. Med. 2022, 11, 218"
Sclerobanding (Combined Rubber Band Ligation with 3% Polidocanol Foam Sclerotherapy) for the Treatment of Second- and Third-Degree Hemorrhoidal Disease: Feasibility and Short-Term Outcomes
Combined rubber band ligation with 3% polidocanol foam sclerotherapy (ScleroBanding) for the treatment of second-degree haemorrhoidal disease: a video vignette